# Rundungsgradanalyse
Die Rundungsgradanalyse untersucht den Grad der Zurundung von Gesteinskomponenten in Lockermassen wie Schutt, Schotter oder Kies. Bei natürlichen Sedimenten ist der durchschnittliche Rundungsgrad ein wichtiger Indikator für die Art, die Dauer und das Medium ihres ursprünglichen Transportes.
Dabei wird die Zurundung einer hinreichenden Menge (meist 100) direkt nebeneinander liegender Steine ermittelt. Dazu wird an jedem Stein entweder der Radius der Krümmung gemessen und im Verhältnis zur Länge als Zurundungsindex (Indice d'emousse) berechnet oder sein Rundungsgrad nach definierten Rundungsgradklassen bestimmt.
Bei Untersuchungen im Gelände hat sich die Bestimmung von Rundungsklassen durchgesetzt. Dabei werden z. B. die Klassen „kantig“, „kantengerundet“, „gerundet“ und „sehr gerundet“ nach Vergleichstafeln bestimmt und ihr Anteil im jeweiligen Sediment berechnet. Damit können Sedimente eindeutig identifiziert werden als:
- Verwitterungsschutt
- periglazialer Solifluktionsschutt
- durch Gletscher (glaziär) oder im Schmelzwasser (fluvioglazial) transportiert
- Flusskiese
- marine Küstensedimente.